# Oligia flavescens
Oligia flavescens là một loài bướm đêm trong họ Noctuidae.